# 영광소방서
영광소방서(靈光消防署, Yeonggwang Fire Station)는 전라남도 영광군을 관할하는 전라남도 소방본부 산하의 소방서이다.
소방서장은 소방정으로 보한다.

## 조직
| - 소방과 - 소방계 - 장비계 | - 방호구조과 - 방호구조계 - 예방안전계 | - 현장대응단 - 진압팀 - 조사지원팀 - 119구조대 |

## 연혁
- 1991년 6월 28일 나주소방서 영광파출소 개소
- 1995년 12월 1일 나주소방서 홍농파출소 개소
- 2005년 8월 11일 영광소방서 개서 (영광군 함평군) 영광파출소 함평파출소 홍농파출소 관할
- 2007년 영광소방서 영광119안전센터 함평119안전센터 홍농119안전센터 명칭변경
- 2015년 12월 1일 영광소방서 함평119구조대 발대
- 2018년 11월 1일 함평소방서 분리
- 2022년 11월 4일 영광소방서 대마119지역대 개청

## 역대서장
- 제1대김경안(초대서장)
- 제2대박병주
- 제3대이재명
- 제4대손성기
- 제5대박경수
- 제6대박달호
- 제7대김도연
- 제8대박주익
- 제9대박상래
- 제10대이달승
- 제11대최동수
- 제12대이관섭
- 제13대박의승

## 관할센터 및 관할구역
영광소방서는 2개의 119안전센터와 1개의 구조대를 산하에 두고 있다.
| 명칭                 | 사진 | 주소                      | 관할구역                                                       | 지역대                                                  |
| -------------------- | ---- | ------------------------- | -------------------------------------------------------------- | ------------------------------------------------------- |
| 영광119안전센터      |      | 영광읍 함영로 3508        | 영광읍, 백수읍, 대마면, 묘량면, 불갑면, 군서면, 군남면, 염산면 | 백수119지역대 염산119지역대 군남119지역대 대마119지역대 |
| 홍농119안전센터      |      | 홍농읍 홍농로 543         | 홍농읍, 법성면, 낙월면                                         | 법성119지역대                                           |
| 영광소방서 119구조대 |      | 영광군 영광읍 함영로 3508 | 영광군                                                         |                                                         |

## 같이 보기
- 대한민국 소방청
- 대한민국의 소방
- 소방관 계급